# 拉皮亚尔
拉皮亚尔（法語：La Piarre，法語發音：[la pjaʁ]）是法国上阿尔卑斯省的一个市镇，属于加普区。

## 地理
拉皮亚尔（44°28'31"N, 5°39'20"E）面积21.67 平方千米，位于法国普罗旺斯-阿尔卑斯-蓝色海岸大区上阿尔卑斯省，该省份为法国东南部内陆省份，北起萨瓦省，西北接伊泽尔省，西南接德龙省，南至上普罗旺斯阿尔卑斯省，东北部与意大利接壤。
与拉皮亚尔接壤的市镇（或旧市镇、城区）包括：阿斯普勒蒙、莱皮讷、圣皮埃尔达尔让松、锡戈捷、拉巴蒂德丰、瓦尔德龙。

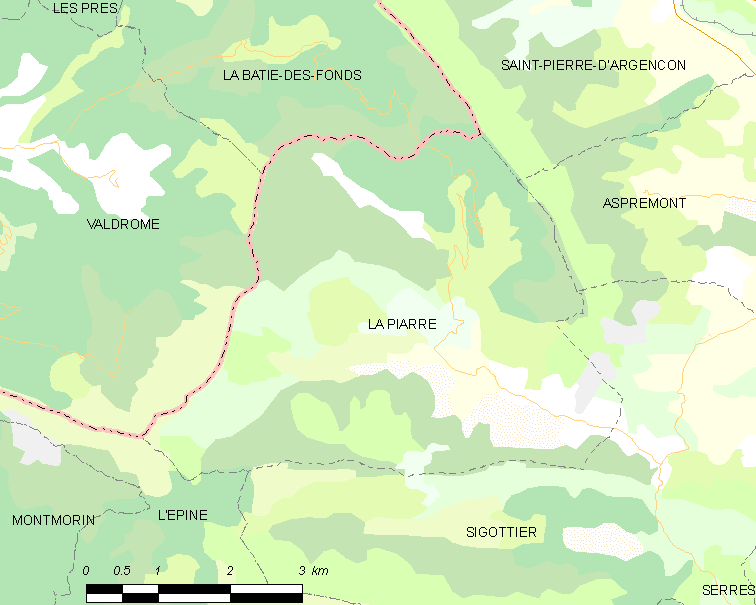
拉皮亚尔的OSM定位图

拉皮亚尔的时区为UTC+01:00、UTC+02:00（夏令时）。

## 行政
拉皮亚尔的邮政编码为05700，INSEE市镇编码为05102。

## 政治
拉皮亚尔所属的省级选区为塞尔县。

## 人口

1962-2008年间拉皮亚尔人口变化图示

拉皮亚尔于2022年1月1日时的人口数量为85人。